# Сахны (Хмельницкая область)
Сахны (укр. Сахни) — село в Летичевском районе Хмельницкой области Украины.
Население по переписи 2001 года составляло 275 человек. Почтовый индекс — 31552. Телефонный код — 3857. Занимает площадь 1,015 км². Код КОАТУУ — 6823085001.

## Местный совет
31552, Хмельницкая обл., Летичевский р-н, с. Сахны, ул. Центральная, 33